# Gáyer Gyula
Gáyer Gyula (Kiscell, 1883. február 16. – Szombathely, 1932. június 13.) jogász és botanikus, nevéhez fűződik a sisakvirágfélék rendszerezése.

## Fiatalkori évek
Elemi iskoláit Kiscellen végezte. Tízéves korában Szombathelyre került, ahol a premontrei főgimnázium tanulója lett. Középiskolai tanulmányait befejezve Budapesten - természetrajzi beállítottsága ellenére - a Tudományegyetem magyar-latin szakára iratkozott be. Egy szemesztert hallgatott végig, majd átment a jogi fakultásra. 1904-től a kolozsvári egyetem jogi karán folytatta tanulmányait.
1907 januárjában avatták jogászdoktorrá Kolozsvárott. 1912-ben bírói vizsgát tett, és önálló működési kört kapott. 1914-től a felsőőri járásbíróságon, majd a szombathelyi kir. törvényszéken volt albíró. 1918-tól bíró, majd törvényszéki tanácselnök, emellett a Vasvármegyei Múzeum külső munkatársaként is dolgozott.

## Botanikai munkássága

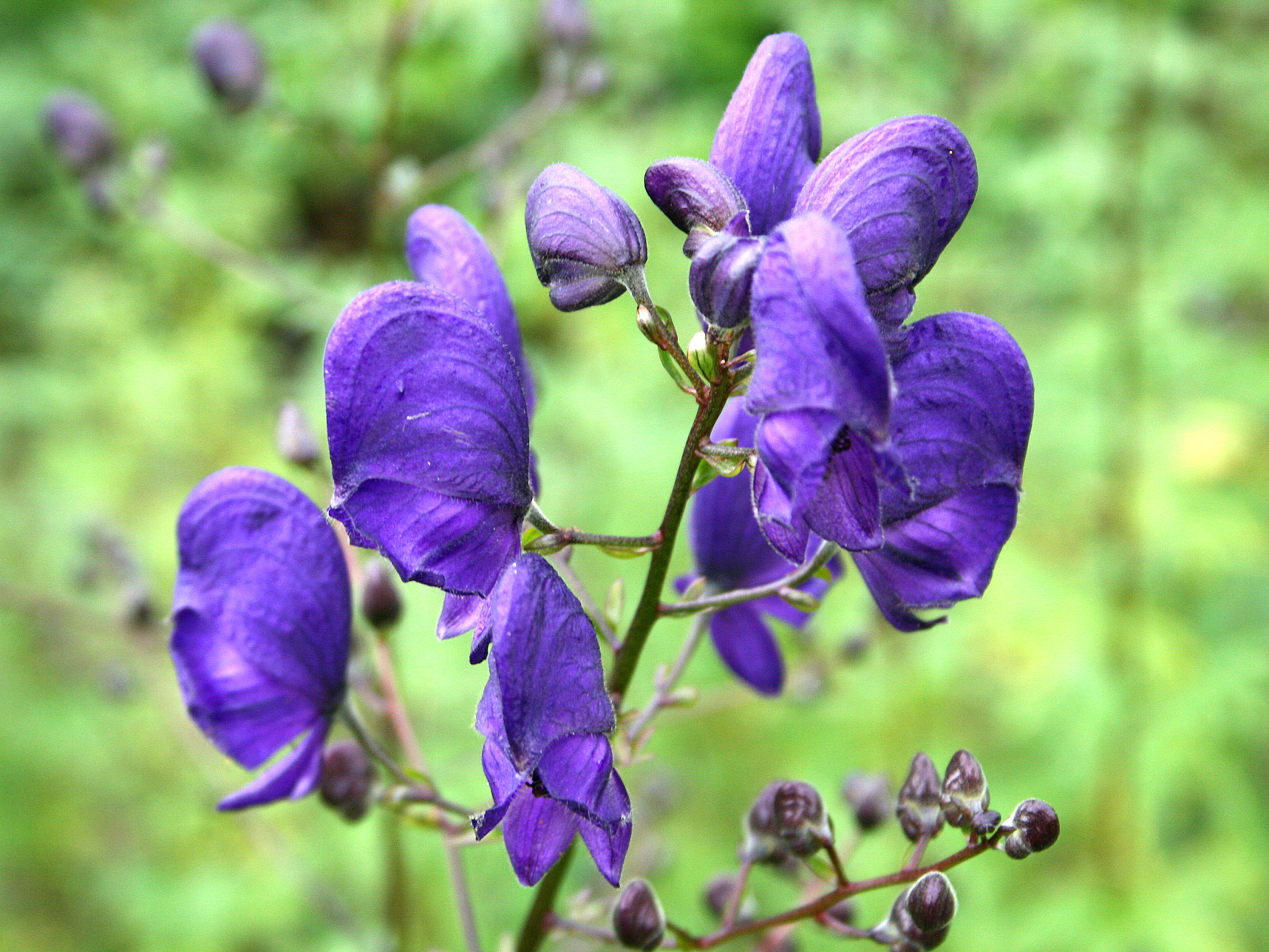
Havasi sisakvirág

Habár életpályául a bírói hivatást választotta, botanikusként szerzett magának hírnevet. Fő gyűjtőterülete elsősorban szülőföldje Vas, továbbá Pozsony, Komárom, Sopron, Zala és Veszprém vármegyék voltak. Tapasztalatok gyűjtése végett hazánkon kívül eső területeket is felkeresett, legjobban a Keleti-Alpokat kedvelte. Legjelentősebb munkája Vas megye modern genetikai növényföldrajza, a "Vasvármegye fejlődéstörténeti növényföldrajza és a praenorikumi flórasáv". Két növénynemzetség, a sisakvirág és a szeder rendszertani feldolgozásával, valamint a szedrek magyar határozókulcsának kidolgozásával nemzetközi hírnevet szerzett, több külföldi tudományos intézet, múzeum és szakértő kérte fel, hogy segítse munkájukat.
Múzeumi tevékenysége során létrehozta a megye vadon élő és kultivált fáinak, cserjéinek törzsszelvényeit, termés- és maggyűjteményét, valamint teratologikus (fejlődési rendelleneséggel létrejövő) alakjait felsorakoztató dendrológiai gyűjteményt, továbbá az itt termesztett mezőgazdasági termények termés- illetve maggyűjteményét. Gyűjtötte még Vas megye ásványait, kőzeteit, őslénytani leleteit és állatvilágának nevezetesebb képviselőit is.
Halála előtt nem sokkal kimagasló tudományos tevékenységéért szülőhelye díszpolgárává, a Természettudományi Társulat Növénytani Szakosztálya tiszteletbeli tagjává választotta, s kinevezték az Országos Természetvédelmi Bizottság tagjává is. Megkapta a kormányzói elismerést jelentő Signum Laudist is.

## Emlékezete

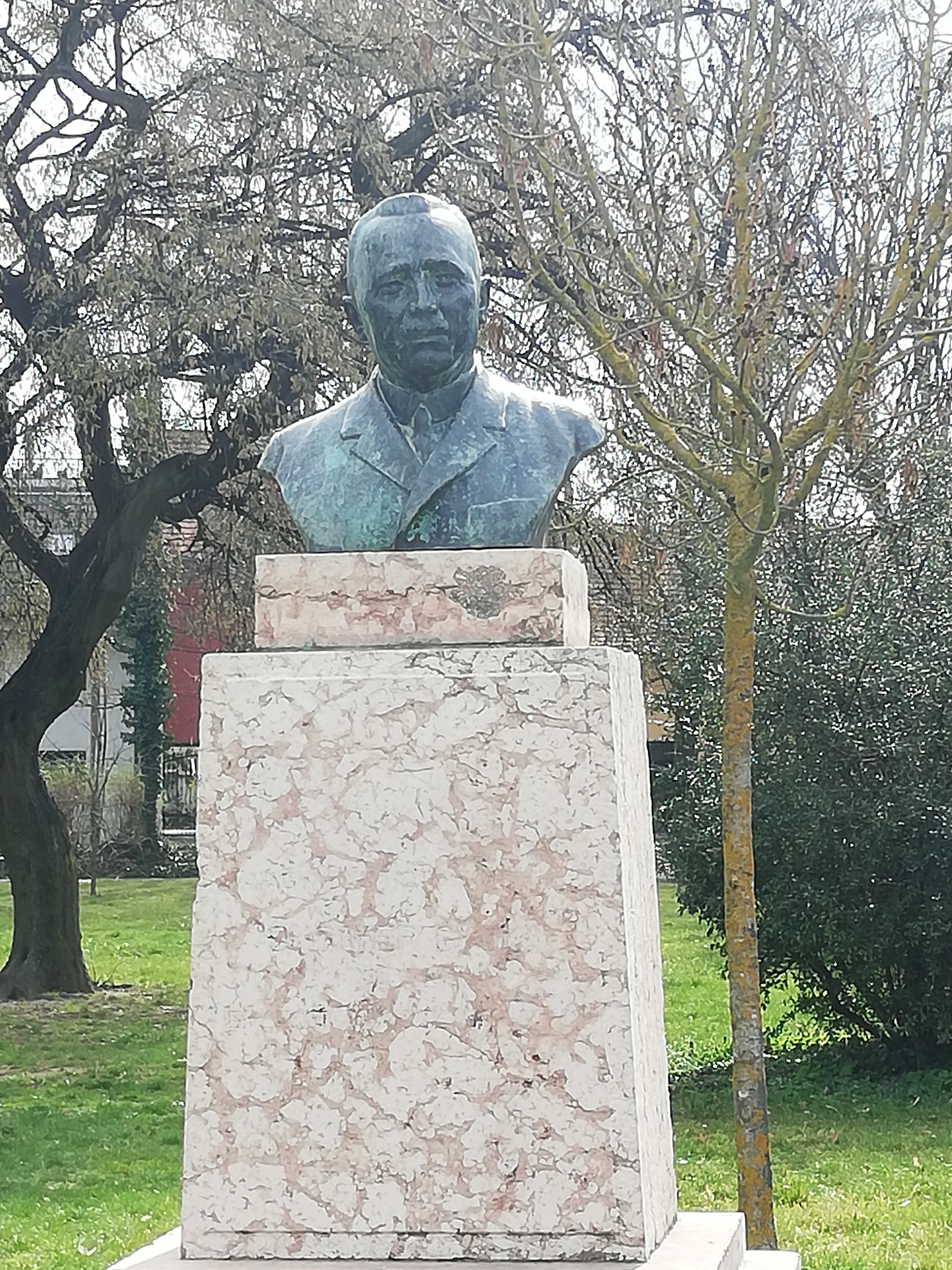
Mellszobra Szombathelyen, a Gáyer park bejáratánál

- 1983-ban, születésének 100. évfordulóján leplezték le mellszobrát Celldömölkön, a Hunyadi utcában, az ún. tornyos ház szomszédságában. Nem sokkal apja halála után költöztek ebbe a házba és a toronyszobában születtek meg első szellemi termékei, mint a kilencéves korában kézírással elkészített "Képeskönyv - Kisebb gyermekek számára írta és nyomtatta Gáyer Gy." című munkája, amelynek figuráit, növényeit, állatait is maga rajzolta, szövegét maga írta.
- Az előbbi alkalomból a város korábbi 1. sz. általános iskolája a Gáyer Gyula Általános Iskola nevet vette fel.
- Mellszobor őrzi az emlékét Szombathelyen is, az ugyancsak az ő nevét viselő Gáyer parkban.
- Sírját a Nemzeti Emlékhely és Kegyeleti Bizottság a 2007. március 21-i ülésén a Nemzeti Sírkert részévé nyilvánította.
- Nevét számos növény – köztük több sisakvirágfaj – tudományos neve őrzi.

## Művei
- 1916 Komárommegye virágos növényeiről. Magyar Botanikai Lapok 15

## Képek
- Gáyer Gyula[halott link]
- Mellszobor
- Aconitum nurnati Gayer
- Aconitum corsicum Gayer